# 龙脉水库
龙脉水库是中国湖北省随州市境内的一座水库，位于府河支流撅水西支上，建于1975年。水库正常库容为1396万立方米，集雨面积为42平方千米，海拔为183.3米。